# Saulnes
Saulnes és un municipi francès situat al departament de Meurthe i Mosel·la i a la regió del Gran Est. L'any 2007 tenia 2.349 habitants.

## Demografia

### Població
El 2007 la població de fet de Saulnes era de 2.349 persones. Hi havia 1.026 famílies, de les quals 329 eren unipersonals (144 homes vivint sols i 185 dones vivint soles), 318 parelles sense fills, 271 parelles amb fills i 108 famílies monoparentals amb fills.
La població ha evolucionat segons el següent gràfic:
Habitants censats

### Habitatges
El 2007 hi havia 1.137 habitatges, 1.067 eren l'habitatge principal de la família, 13 eren segones residències i 57 estaven desocupats. 858 eren cases i 277 eren apartaments. Dels 1.067 habitatges principals, 799 estaven ocupats pels seus propietaris, 252 estaven llogats i ocupats pels llogaters i 16 estaven cedits a títol gratuït; 8 tenien una cambra, 64 en tenien dues, 183 en tenien tres, 370 en tenien quatre i 442 en tenien cinc o més. 724 habitatges disposaven pel capbaix d'una plaça de pàrquing. A 508 habitatges hi havia un automòbil i a 388 n'hi havia dos o més.

### Piràmide de població
La piràmide de població per edats i sexe el 2009 era:
| Homes | Edats   | Dones |
| ----- | ------- | ----- |
| 0     | 95 o +  | 0     |
| 0     | 90 a 94 | 4     |
| 20    | 85 a 89 | 8     |
| 8     | 80 a 84 | 24    |
| 40    | 75 a 79 | 80    |
| 80    | 70 a 74 | 56    |
| 88    | 65 a 69 | 88    |
| 48    | 60 a 64 | 80    |
| 68    | 55 a 59 | 72    |
| 88    | 50 a 54 | 88    |
| 76    | 45 a 49 | 92    |
| 76    | 40 a 44 | 72    |
| 128   | 35 a 39 | 84    |
| 88    | 30 a 34 | 128   |
| 80    | 25 a 29 | 80    |
| 52    | 20 a 24 | 64    |
| 56    | 15 a 19 | 60    |
| 72    | 10 a 14 | 60    |
| 68    | 5 a 9   | 76    |
| 44    | 0 a 4   | 64    |

## Economia
El 2007 la població en edat de treballar era de 1.506 persones, 1.107 eren actives i 399 eren inactives. De les 1.107 persones actives 994 estaven ocupades (544 homes i 450 dones) i 113 estaven aturades (54 homes i 59 dones). De les 399 persones inactives 111 estaven jubilades, 107 estaven estudiant i 181 estaven classificades com a «altres inactius».

### Ingressos
El 2009 a Saulnes hi havia 1.037 unitats fiscals que integraven 2.290 persones, la mediana anual d'ingressos fiscals per persona era de 17.839 €.

### Activitats econòmiques
Dels 50 establiments que hi havia el 2007, 2 eren d'empreses extractives, 1 d'una empresa alimentària, 1 d'una empresa de fabricació de material elèctric, 4 d'empreses de fabricació d'altres productes industrials, 10 d'empreses de construcció, 9 d'empreses de comerç i reparació d'automòbils, 2 d'empreses de transport, 1 d'una empresa d'hostatgeria i restauració, 2 d'empreses d'informació i comunicació, 2 d'empreses financeres, 3 d'empreses immobiliàries, 9 d'entitats de l'administració pública i 4 d'empreses classificades com a «altres activitats de serveis».
Dels 18 establiments de servei als particulars que hi havia el 2009, 1 era una comissaria de policia, 1 oficina de correu, 1 autoescola, 3 guixaires pintors, 1 fusteria, 5 lampisteries, 1 electricista, 1 perruqueria, 1 agència immobiliària i 3 salons de bellesa.
Dels 4 establiments comercials que hi havia el 2009, 1 era una gran superfície de material de bricolatge, 1 una botiga de menys de 120 m², 1 una sabateria i 1 una botiga de material de revestiment de parets i terra.

## Equipaments sanitaris i escolars
L'únic equipament sanitari que hi havia el 2009 era una farmàcia.
El 2009 hi havia 1 escola maternal i 1 escola elemental.

## Poblacions més properes
El següent diagrama mostra les poblacions més properes.